# Formation géologique
Ne doit pas être confondu avec Formation rocheuse.
 (février 2019).

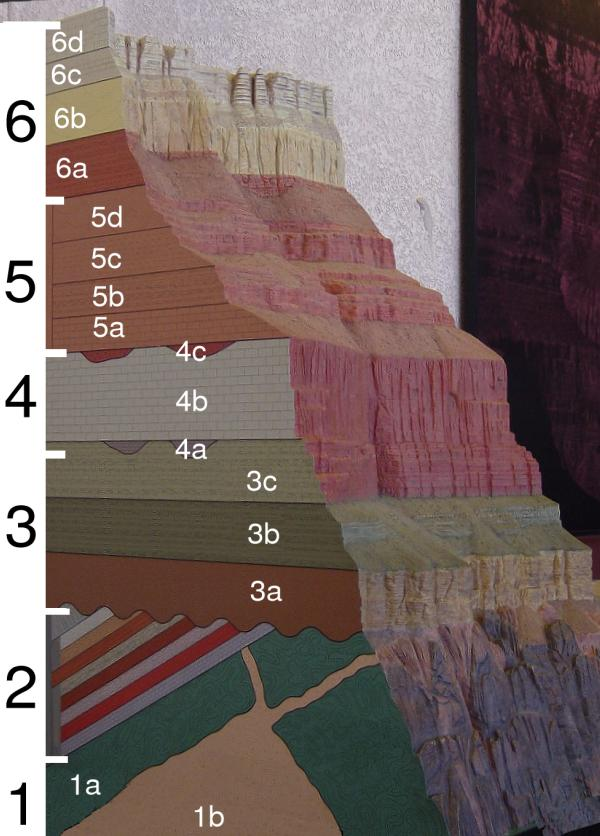
Maquette reproduisant les différentes couches géologiques du Grand Canyon aux États-Unis. Les nombres en blanc correspondent aux différentes formations. Cliquer sur l'image pour plus de renseignements.

Une formation géologique (ou plus précisément formation lithostratigraphique) désigne un ensemble de strates (couches géologiques) regroupées sur la base de leur nature (lithologie) et de leurs relations spatiales et temporelles (stratigraphie). Les formations sont les unités lithostratigraphiques de base constituées d'un ensemble de couches de nature voisine repérables et cartographiables à l'échelle régionale. Elles peuvent être divisées en membres et en bancs ou assemblées en groupes. Elles sont utilisées en géologie, notamment pour l'établissement des cartes géologiques.
Les formations sont en général nommées selon les noms des lieux où elles ont été pour la première fois observées grâce à la présence d'affleurements visibles de leurs roches.
Les formations permettent ainsi de découper le sous-sol en couches de même propriétés et de même âge. L'âge relatif de la formation est déduit de sa position. Une formation est plus ancienne que la couche qui est au-dessus et plus jeune que la couche qui est en dessous selon un des principes fondamentaux de la géologie. Les formations sont donc en quelque sorte l'image de l'échelle des temps géologiques. Chaque formation représente un événement géologique spécifique (dépôt de tel sédiment à telle époque suivi d'un autre dépôt à une autre époque…) ce qui permet de mieux comprendre l'histoire géologique d'un lieu.
Le concept de formation a été principalement utilisé pour les roches sédimentaires, mais peut également s'employer pour les roches métamorphiques ou volcaniques. L'épaisseur d'une formation peut varier de moins d'un mètre à plusieurs milliers de mètres. L'identification d'une formation en un lieu donné se base sur des critères lithologiques (nature et agencement des roches qui la compose) et de sa position dans la succession stratigraphique (formations encadrantes). On peut également s'aider en étudiant le type de fossiles dans les roches, en déterminant l'âge des roches ou en déterminant sa composition chimique.

## Autre utilisation du terme
Le terme « formation » est également abusivement[réf. souhaitée] employé pour parler de formes que prennent des roches à travers un phénomène d'érosion ou de dépôt. On parlera par exemple parfois de formation pour des stalactites et des stalagmites mais ces formations n'ont rien à voir avec les formations utilisées dans le découpage stratigraphique.